# Whitley (Yorkshire du Nord)
Pour les articles homonymes, voir Whitley.
Whitley est un village et une paroisse civile du Yorkshire du Nord, en Angleterre.